# Habutai

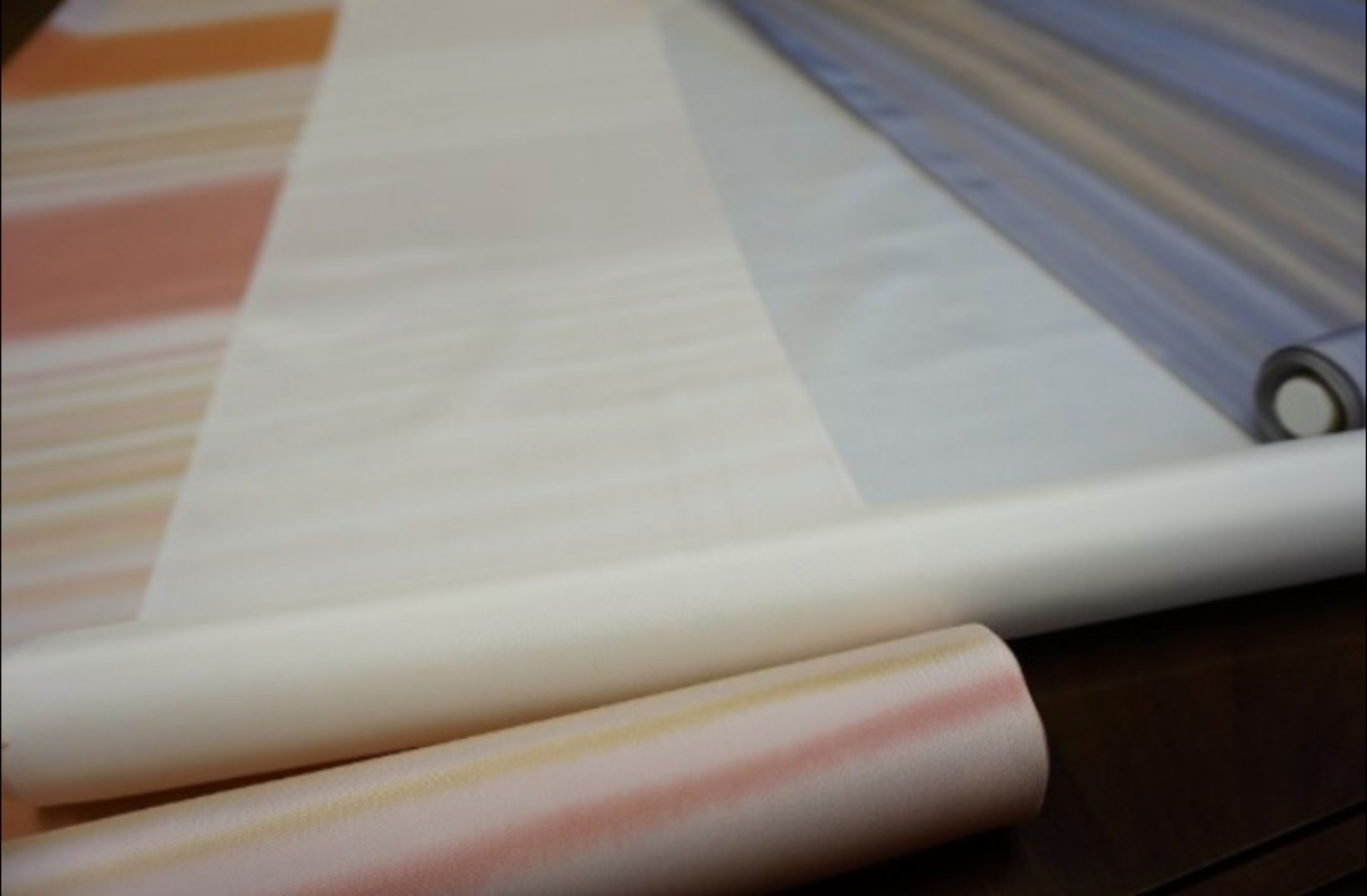
Fukui Habutai

Habutai (z japonského habotai = měkký a lehký) je souhrnné označení velmi lehkých, měkkých, jednobarevných hedvábných tkanin v plátnové vazbě, které jsou zcela nebo zčásti zhotoveny z gréže. Zboží se původně tkalo v Japonsku na ručních stavech. 
Používá se nejčastěji na šaty, halenky, lehké šály (často potištěné) a na podšívkovinu. 
Známé jsou také (podstatně levnější) imitace habutai z polyesterových filamentů.
Jemnost habutaiových (a všech celohedvábných) tkanin se v obchodě často vyjadřuje v mommech na metr (mm/mt). Momme (jap. 匁 nebo 文目) je japonská váhová jednotka, 1 momme = 4,306 g/m2 tkaniny. Habutai se vyrábí v jemnostech 5-16 mm. 
Na začátku 20. století se označení habutai používalo pro hedvábné tkaniny z kombinace krepu a rypsu. Tkanina měla hebký, sametový omak. 